# Polystenidea metacomet
Polystenidea metacomet är en stekelart som beskrevs av Henry Lorenz Viereck 1911. Polystenidea metacomet ingår i släktet Polystenidea och familjen bracksteklar. Inga underarter finns listade i Catalogue of Life.